# Jamelle Hagins
Jamelle William Hagins (Roanoke, 19 oktober 1990) is een Amerikaans basketballer.

## Carrière
Hagins speelde collegebasketbal voor de Delaware Fightin' Blue Hens van 2009 tot 2013. In 2013 werd hij niet gedraft maar speelde wel in de NBA Summer League voor de Miami Heat en Brooklyn Nets. Hij tekende daarna een contract bij Chorale Roanne Basket in de Franse competitie. In februari 2014 tekende hij bij Rio Grande Valley Vipers in de NBA D-League. In de zomer van 2014 speelde hij in de NBA Summer League voor de Philadelphia 76ers. Daarnaast speelde hij ook voor TYGTAL in The basketball Tournament.
Voor het seizoen 2014/15 tekende hij bij het Griekse Kolossos Rodou BC waar hij een seizoen speelde. Het seizoen erop trok hij naar reeksgenoot Aris BC. Hij speelde het seizoen 2016/17 voor Reyer Venezia en werd met hen Italiaans landskampioen. Na bijna twee seizoen bij Afyon Belediye SK eerst in de Turkse tweede en dan eerste klasse eindigde hij het seizoen 2018/19 bij AA Quimsa in Argentinië.
In de zomer van 2019 keerde hij terug naar Turkije en ging spelen voor eersteklasser Gaziantep Basketbol. Na een half seizoen wisselde hij hen in voor reeksgenoot OGM Ormanspor in januari 2020 en speelde ook het volgende seizoen voor hen. In 2021 tekende hij bij de Turkse tweedeklasser Mersin BB waar hij een seizoen speelde. Voor de start van het seizoen 2022/23 tekende hij bij Guaiqueríes de Margarita uit Venezuela. In januari 2023 tekende hij een contract bij de Belgische eersteklasser Liège Basket na de komst van de Amerikaanse overnemer van de club. Hij verlengde in de zomer van 2023 zijn contract bij de club.
Hij tekende voor het seizoen 2024/25 bij het Poolse Czarni Słupsk. In december 2024 verliet hij de club voor de Turkse tweedeklasser Çayırova Belediyesi. In maart 2025 tekende hij bij Shabab Al-Ahli Club uit de Verenigde Arabische Emiraten.

## Erelijst
- Italiaans landskampioen: 2017